# Meiyo
meiyo（メイヨー、1991年1月7日 - ）は、日本のシンガーソングライターであると同時に、ドラマー、作詞作曲家として活動している。2018年7月、ソロ名義を「ワタナベタカシ」から「meiyo」へ変更。2021年7月にTikTokに投稿した「なにやってもうまくいかない」が注目を呼び、ユニバーサルミュージック内邦楽レーベル「Virgin Music」から同年9月26日にメジャー・デビュー。

## 略歴
高校3年生の時に軽音楽部に入部。ドラムを始める。
2009年から「シガテラ」のドラムコーラスとして活動。2011年バンド活動の合間に初めて自分で歌うために「ゆったりと」を作曲。サウンドクラウドにアップする。
2015年、「シガテラ」活動休止に伴い「ワタナベタカシ」としてのライブ活動開始。初ライブはSMA主催イベント HARENOVA vol.6。6月、おかもとえみ(フレンズ,科楽特奏隊 etc)など強力なサポートを迎え録音された 1st アルバム「日々のこと」を ライブ会場、タワーレコード新宿店、各種配信ストアにて販売開始。7月、お台場みんなの夢大陸マイナビステージにてイベントオープニングアクトを務める。
2016年11月、公開レコーディングイベントを主催。「I'm Alone」を公開レコーディング。12月　BS-TBS「イクゼ、バンド天国!!」出演。
2017年4月、1st ミニアルバム「I'm Alone」発売記念ワンマンライブにて、スペシャルゲストサポートメンバーとしてUNICORNの手島いさむを迎える。7月、ネットテレビアプリ占いTV内番組「ピタット TV」エンディングテーマとして「魔法の呪文」を提供。
2018年1月、CS テレ朝チャンネル「上田ちゃんネル」にて浜ロンによって特集が組まれる。7月、ソロ名義を「meiyo」に変更。静岡朝日テレビ「Aマッソのゲラニチョビ」にて Aマッソ動画企画の楽曲を提供。8月、幕張メッセで行われたモテワンコンテスト 2018 のオープニングアクトを務める。10月、「meiyo」1st アルバム「羊の皮をかぶった山羊」リリース。11月、Shibuya Milkywayにてアルバムリリースパーティ(ワンマンライブ)開催。ゲストは青木慶則。12月、YouTubeオリコンチャンネルにて生配信番組『天才meiyoくん』スタート。
2019年4月、「meiyo classmate」始動。7月、3曲入りシングル「madeal」発売。渋谷CHELSEA HOTELにて自主企画を開催。楽曲提供しているバンめし♪の初ライブイベント「白兎団本部集会～Blanc Bunny Bandit 1st LIVE～」にサポートメンバーとして参加。
2021年7月、TikTokに投稿した「なにやってもうまくいかない」が注目を浴び、ユニバーサルミュージック内の邦楽レーベル「Virgin Music」より9月26日メジャー・デビューした。
ソロ活動の他、侍文化のドラムボーカル、 POLLYANNA、プールと銃口 のドラマーとしても活動。YouTube、ニコニコ動画に「なにやってもうまくいかない」のボカロバージョンを投稿するなど、ボカロPとしても活動。MAISONdes「ラリー、ラリー feat. Pii, meiyo」や、asmi「PAKU」、Pii「ヒノキノキ」など楽曲提供も積極的に行っている。

## サポートミュージシャン
バンドセットのサポートメンバー(メジャー・デビュー前)
- 飯島快雪（いいじま かいせつ、キーボード）POLLYANNA
- 大澤伸広（おおさわ のぶひろ、ベース）侍文化
- qurosawa（くろさわ、ギター）POLLYANNA
- 伊藤龍一郎（いとう りゅういちろう、ギター）アマアシ
- 矢尾拓也（やお たくや、ドラムス）ex.パスピエ

シングル「なにやってもうまくいかない」
- 草刈 愛美（くさかり あみ、ベース）サカナクション

バンドセットのサポートメンバー(メジャー・デビュー後)
- 兼松衆（かねまつ しゅう、キーボード/ギター）
- マツイヒロキ（まつい ひろき、ベース）
- qurosawa（くろさわ、ギター）POLLYANNA
- 矢尾拓也（やお たくや、ドラムス）ex.パスピエ
- 守屋優樹（もりや ゆうき、ドラムス）エゾシカグルメクラブ

## ディスコグラフィー

### シングル

#### 配信限定
| #                            | 発売日          | タイトル                             | 規格                   | 規格品番     | 収録アルバム | 備考                                                               |
| インディーズ                 | インディーズ    | インディーズ                         | インディーズ           | インディーズ | インディーズ | インディーズ                                                       |
| ---------------------------- | --------------- | ------------------------------------ | ---------------------- | ------------ | --- | ------------------------------------------------------------------ |
| 1st                          | 2019年7月22日   | madeal                               | デジタル・ダウンロード |              | 『POP SOS』（#1） | CD盤はライヴ会場及びヴィレッジヴァンガードルミネエスト新宿店限定。 |
| 2nd                          | 2020年2月12日   | 溶ける青春                           | デジタル・ダウンロード | 未収録       | |                                                                    |
| 3rd                          | 2020年4月22日   | KonichiwaTempraSushiNatto            | デジタル・ダウンロード | 『POP SOS』  | |                                                                    |
| 4th                          | 2020年10月14 日 | ヒルナンデス -Brand New Break Time!- | デジタル・ダウンロード | 未収録       | |                                                                    |
| 5th                          | 2020年10月28日  | うろちょろ                           | デジタル・ダウンロード | 未収録       | |                                                                    |
| 6th                          | 2020年12月16日  | 机上の空論                           | デジタル・ダウンロード | 未収録       | |                                                                    |
| Konami Digital Entertainment |                 |                                      |                        |              | |                                                                    |
| 7th                          | 2021年4月23日   | ↑↑↓↓←→←→BA                           | デジタル・ダウンロード | RSFC-10563   | 未収録 |                                                                    |
| Virgin Music (メジャー)      |                 |                                      |                        |              | |                                                                    |
| 8th                          | 2021年9月26日   | なにやってもうまくいかない           | デジタル・ダウンロード |              | 『間一発』 『POP SOS』 | メジャーデビュー作。                                               |
| 9th                          | 2021年12月12日  | クエスチョン                         | デジタル・ダウンロード |              | 『間一発』 『POP SOS』 |                                                                    |
| -                            | 2022年1月7日    | なにやってもうまくいかない feat.asmi | デジタル・ダウンロード | 未収録       | メジャーデビューシングルにasmiをフィーチャリングボーカルとして迎えた楽曲。                                                                           |                                                                    |
| 10th                         | 2022年2月25日   | チャイニーズブルー                   | デジタル・ダウンロード | 『間一発』   | |                                                                    |
| 11th                         | 2022年8月26日   | 彼此のコレカラ                       | デジタル・ダウンロード | 未収録       | |                                                                    |
| 12th                         | 2022年9月26日   | ねぇよな                             | デジタル・ダウンロード | 『POP SOS』  | るぅとに提供した楽曲のセルフカバー。 |                                                                    |
| 13th                         | 2022年12月9日   | 未完成レゾナンス                     | デジタル・ダウンロード | 『POP SOS』  | |                                                                    |
| 14th                         | 2023年1月1日    | ココロ、オドルほうで。               | デジタル・ダウンロード | 『POP SOS』  | au三太郎シリーズ「ココロ、オドルほうで。」編CMソングとして作詞作曲をそれぞれ篠原誠と飛内将大が手掛けた為、自身の楽曲で唯一作詞作曲を手掛けていない。 |                                                                    |
| 15th                         | 2023年3月19日   | 夢の続きを                           | デジタル・ダウンロード | 未収録       | |                                                                    |
| 先行                         | 2023年11月24日  | KANPAI FUNK feat. フレデリック       | デジタル・ダウンロード | 『POP SOS』  | 和田アキ子に提供した楽曲のセルフカバー。1stフルアルバム『POP SOS』からの先行配信曲で、フィーチャリングアーティストとしてフレデリックが参加。         |                                                                    |
| 16th                         | 2024年1月26日   | STICKER!!!                           | デジタル・ダウンロード | 未収録       | |                                                                    |
| 17th                         | 2024年4月14日   | HOPE!HOPE!HOPE!                      | デジタル・ダウンロード | 未収録       | |                                                                    |
| 18th                         | 2025年4月18日   | ちょっとだけ feat. つるの剛士        | デジタル・ダウンロード | 未収録       | フィーチャリングアーティストとしてつるの剛士が参加。                                                                                                 |                                                                    |

### ワタナベタカシ名義

#### ミニ・アルバム
| ＃           | 発売日       | タイトル     | 概要                                                               |
| インディーズ | インディーズ | インディーズ | インディーズ                                                       |
| ------------ | ------------ | ------------ | ------------------------------------------------------------------ |
| 1st          | 2017年4月5日 | I'm Alone    | ライブ会場、タワーレコード新宿店、音楽配信サービスにて販売された。 |

#### スタジオ・アルバム
| ＃           | 発売日       | タイトル     | 概要                                                               |
| インディーズ | インディーズ | インディーズ | インディーズ                                                       |
| ------------ | ------------ | ------------ | ------------------------------------------------------------------ |
| 1st          | 2015年6月5日 | 日々のこと   | ライブ会場、タワーレコード新宿店、音楽配信サービスにて販売された。 |

### meiyo名義

#### スタジオ・アルバム
| ＃                      | 発売日         | タイトル             | 規格品番                                      | 概要 | 最高位       |
| インディーズ            | インディーズ   | インディーズ         | インディーズ                                  | インディーズ | インディーズ |
| ----------------------- | -------------- | -------------------- | --------------------------------------------- | --- | ------------ |
| 1st                     | 2018年10月27日 | 羊の皮をかぶった山羊 | -                                             | 配信限定リリース。2018年11月1日にライブハウス渋谷Milkywayにて行われた「羊の皮をかぶった山羊」リリース記念ワンマンライブにて来場者限定でCD盤が配布されていた。 | -            |
| Virgin Music (メジャー) |                |                      |                                               | |              |
| 2nd                     | 2023年12月6日  | POP SOS              | TYCT-69289（初回限定盤） TYCT-60221（通常盤） | メジャーデビュー後初のCD作品。 | 102位        |

#### EP
| ＃                      | 発売日                  | タイトル                | 概要                                         |
| Virgin Music (メジャー) | Virgin Music (メジャー) | Virgin Music (メジャー) | Virgin Music (メジャー)                      |
| ----------------------- | ----------------------- | ----------------------- | -------------------------------------------- |
| 1st                     | 2022年5月6日            | 間一発                  | メジャーデビュー後初のEP。配信限定リリース。 |

## 楽曲提供
| 発売日         | タイトル                 | アーティスト         | 出典   |
| -------------- | ------------------------ | -------------------- | ------ |
| 2021年9月22日  | GOODDAY!!!!!!            | グデイ               |        |
| 2021年9月22日  | 305KB                    | グデイ               |        |
| 2021年12月1日  | 世界が変わる             | 吉田山田             | [ 9 ]  |
| 2021年12月15日 | スペクトル               | ごいちー             |        |
| 2022年2月17日  | ライカ                   | 長瀬有花             |        |
| 2022年3月30日  | PAKU                     | asmi                 | [ 10 ] |
| 2022年4月29日  | ヒノキノキ               | Pii                  | [ 11 ] |
| 2022年6月17日  | 推したらいいじゃん       | ないこ               |        |
| 2022年7月10日  | 合法少女                 | なみへぇ             |        |
| 2022年8月6日   | ねぇよな                 | るぅと               | [ 12 ] |
| 2022年10月12日 | 海月                     | 天月-あまつき-       |        |
| 2022年11月20日 | ビートDEトーヒ           | ハマいく             | [ 13 ] |
| 2022年11月22日 | 愛じゃない               | ダズビー             |        |
| 2022年12月8日  | Quit                     | ヤマーノート         |        |
| 2022年12月21日 | 辛いや嫌                 | すとぷり             | [ 14 ] |
| 2023年2月22日  | 放課後☆オールマイティ!   | バケモノバケツ委員会 | [ 15 ] |
| 2023年3月22日  | KANPAI FUNK              | 和田アキ子           | [ 16 ] |
| 2023年3月29日  | バイバイ、またね         | フォーエイト48       |        |
| 2023年5月15日  | ライア                   | AMPTAKxCOLORS        | [ 17 ] |
| 2023年5月24日  | StrangeX                 | 楠木ともり           | [ 18 ] |
| 2023年9月13日  | GSK☆                     | ウマ娘               |        |
| 2023年10月5日  | クラクラ                 | Ado                  | [ 19 ] |
| 2023年10月25日 | POP&POP                  | WEST.                |        |
| 2024年3月20日  | ちょ待って！             | Little Glee Monster  |        |
| 2024年3月29日  | ドンドドンド音頭         | なかねかな           | [ 20 ] |
| 2024年7月10日  | マグネティック           | となりの坂田。       |        |
| 2024年8月2日   | ダリアマリア             | ZiDol                |        |
| 2024年9月10日  | まぁいっか！             | WEST.                | [ 21 ] |
| 2024年11月6日  | 炒飯無いとオブファイヤー | 悠馬                 | [ 22 ] |
| 2025年2月12日  | 分かってんだ!            | 松浦航大             |        |

### フィーチャリング
| 発売日         | タイトル                                   | アーティスト           | 備考                                         |
| -------------- | ------------------------------------------ | ---------------------- | -------------------------------------------- |
| 2019年9月18日  | 魔法が使えなくなる日 (feat.ワタナベタカシ) | 辻林美穂               | 編曲（ワタナベタカシ名義）                   |
| 2021年4月17日  | すがた (feat.ワタナベタカシ)               | mami                   | 作詞作曲（ワタナベタカシ名義）               |
| 2021年11月24日 | ラリー、ラリー feat. Pii, meiyo            | MAISONdes              | 作詞作曲編曲（ゲストボーカルで参加）         |
| 2022年5月25日  | しよっか。(feat.meiyo)                     | R+...                  | 作詞作曲編曲（meiyo名義）                    |
| 2022年8月24日  | DEYO (feat.meiyo)                          | 泉ノ波あみ             | 作曲（作詞は泉ノ波あみと共作）               |
| 2022年12月17日 | infinite feat. 空音, meiyo                 | MAISONdes              | 作詞作曲編曲（ゲストボーカルで参加）         |
| 2023年9月27日  | やんなっちゃうよな (with meiyo)            | ナオト・インティライミ | 作詞作曲編曲（ナオト・インティライミと共作） |

## タイアップ
| 起用年 | タイトル                    | タイアップ                                                                |
| ------ | --------------------------- | ------------------------------------------------------------------------- |
| 2021   | ↑↑↓↓←→←→BA                  | コナミコマンド「↑↑↓↓←→←→BA」35周年テーマソング                            |
| 2022   | チャイニーズブルー          | テレビ東京「鉄オタ道子、2万キロ」オープニングテーマ                       |
| 2022   | アクネスのうた              | ロート製薬「メンソレータム アクネス(R)」WEB CMソング                      |
| 2022   | レインボー!                 | フジテレビ系列「サスティな!〜こんなとこにもSDGs〜」テーマソング           |
| 2022   | 彼此のコレカラ              | YouTubeアニメチャンネル「混血のカレコレ」オープニングテーマ               |
| 2022   | 未完成レゾナンス            | ZONe ENERGY コラボ企画「IMMERSIVE SONG PROJECT」書き下ろし楽曲            |
| 2023   | ココロ、オドルほうで。      | au三太郎シリーズ「ココロ、オドルほうで。」編 CMソング                     |
| 2023   | バイトル!                   | ディップ「バイトル新生活応援プロジェクト」キャンペーンタイアップソング    |
| 2023   | 夢の続きを                  | ボイスドラマ「透明なフィルムの向こう側で息をする」主題歌                  |
| 2024   | STICKER!!!                  | テレビ東京系アニメ「貼りまわれ!こいぬ」主題歌                             |
| 2024   | HOPE!HOPE!HOPE!             | テレビ東京系アニメ「シンカリオン チェンジ ザ ワールド」エンディングテーマ |
| 2024   | それはそれとして。          | 日本コカコーラ「綾鷹カフェ」WEB CMソング                                  |
| 2024   | どんな出会いを見つけルート? | ナイアンティック「 Pokémon GO」WEB CMソング                               |

## ライブ

### ワンマンライブ・主催イベント
2022年
6月11日 - 侍文化presents 新宿SAMURAI 6周年記念企画 「それは祝い酒でござるね」出演: 侍文化

### 出演フェス・イベント
2015年
1月27日 - SMA 40th presents NEXT NEW LIVE SERIES HARE NOVA Vol.06 ハレノヴァ@渋谷CLUB ASIA 出演: musiquo/RagRats/theULTRALEA/Cö shu Nie/さよならミオちゃん/ワタナベタカシ(サポートGt.Cho:伊藤龍一郎(アマアシ), サポートBa.Cho:おかもとえみ(科楽特奏隊、ボタン工場、ex.THEラブ人間)), ゲストアクト:シナリオアート
2月5日 - 『Beat Happening！Next Happening is…！』 @渋谷LUSH 出演: odd-rico/アコーガレ/ニュータウン/ワタナベタカシ/オオヌキシンゴ
3月21日 Mortion presents "惑星ごっこ　ツアーファイナル!"@新宿Motion 出演:ワタナベタカシ/惑星ごっこ(札幌)/リリーローズ/こゆび/Chirol
4月8日 Beat happening ! VOL.1354@渋谷LUSH 出演: ワタナベタカシ/The White Waltz/ぱいなっぷるくらぶ/メロディーキッチン/unconditional love
2021年
2月19日 -【IMALAB×新宿LOFT 無料オンラインライブ「ライブが見たい！」】出演：きゃない、GREED FIVE EGG’S、伏見◎Project、THE 革命キラ獣、meiyo、NIYOCO
5月14日 - GOOD DAY@下北沢LIVEHOLIC 出演: ハイエナカー / がつぽんず / daisansei / ワタナベタカシ / Port Town FM
2022年
3月20日 - 無料ショーケースライブGREENSPARK 2022 SPRING@梅田Shangri-La(大阪) 出演：Deep Sea Diving Club / meiyo / SOMETIME'S
4月29日 - CONNECT歌舞伎町2022 LOFT 出演: 北和真 / ANABANTFULLS / meiyo(セットリスト) / ORESKABAND / メメタァ / DENIMS / 鋭児 / SuiseiNoboAz / ニューロティカ
6月22日 - Planet K Presents.「HOW TO GO FINAL」@吉祥寺Planet K 出演: 3markets［］,四丁目のアンナ,meiyo(セットリスト最初の二曲と最後の二曲はエレキギター弾き語り),黒子首
2025年
3月8日 - TOMORI FES. @KT Zepp Yokohama　出演：楠木ともり、Cö shu Nie、TOOBOE、ハルカトミユキ、meiyo

## 出演

### ラジオ
- ON THE PLANET（2021年10月5日 - TOKYO FM）
- ミュージックライン（2022年3月23日 - NHKFM）

### テレビ
- Mr.サンデー（2021年9月26日 - フジテレビ系列）
- スッキリ（2021年11月15日 - 日本テレビ系列）
- 千鳥の鬼レンチャン（2024年3月31日 - フジテレビ系列）
- Venue101（2024年6月22日 - NHK総合）

### アニメ
- 貼りまわれ!こいぬ（2024年）- meiyo犬役[38]